# Pelecopsis agaetensis
Pelecopsis agaetensis là một loài nhện trong họ Linyphiidae. Chúng được Jörg Wunderlich miêu tả năm 1987.